# Citizen (groupe)
Pour les articles homonymes, voir Citizen.
Citizen est un groupe américain de rock originaire de Toledo, dans l'Ohio.
Il est actuellement composé de Mat Kerekes (chant), Nick Hamm (guitares) et Eric Hamm (basse).

## Biographie
Mat Kerekes forme Citizen après avoir quitté son précédent groupe, The Sound of Glory, où il y jouait de la batterie. Ce groupe de metalcore avait obtenue une certaine popularité régionale au moment de son départ. Nick et Eric Hamm, également ex-membres de The Sound of Glory, rejoignent alors Citizen peu de temps après. Ayant à ses débuts un son davantage inspiré par le hardcore mélodique, le groupe sort sa première démo peu de temps après sa formation, et apparait pour la première fois sur scène en première partie du groupe Set Your Goals.
Après deux EPs en collaboration avec, respectivement, le groupe The Fragile Season en mai 2011 et le groupe Turnover en mars 2012 , et suivant la sortie de son premier EP en septembre 2011, Young States, Citizen commence l'enregistrement de leur premier album début 2013 avec le producteur Will Yip. L'album Youth sort en juin 2013. Selon le groupe, ce titre vient du fait qu'ils considèrent l'album comme un album coming-of-age.
Le deuxième album de Citizen, Everybody Is Going To Heaven sort deux ans plus tard, en juin 2015. Disponible quelque temps avant sa sortie sur la page Bandcamp du label Run For Cover, l'album débute à la seconde place du classement Billboard Vinyl Albums.
En octobre 2017, Citizen sort son troisième album As You Please. L'album est suivie d'une tournée en compagnie des groupes Sorority Noise et Great Grandpa. En 2018, le groupe joue en première partie de The Story So Far, en compagnie de Turnover et Movements.
En janvier 2021, le groupe annonce leur quatrième album Life In Your Glass World, prévu pour le 26 mars 2021. L'annonce est accompagné du single I Want To Kill You.

## Membres
- Mat Kerekes : chant, claviers (depuis 2009)
- Nick Hamm : guitares (depuis 2009)
- Eric Hamm : basse (depuis 2009)

Ancien membres
- Ryland Oehlers : guitare rythmique, chœurs (2009 - 2020)
- Jake Duhaime : batterie (2014 - 2019)
- Cray Wilson : batterie (2012 - 2014)
- Mike Armstrong : batterie (2009 - 2012)

## Discographie
Albums studio
- Youth (2013)
- Everybody Is Going to Heaven (2015)
- As You Please (2017)
- Life In Your Glass World (2021)

EPs
- Young States (2011)

Splits
- The Only Place I Know (split w/ The Fragile Season) (2011)
- Citizen / Turnover (split w/ Turnover) (2012)[9],[10]

Singles
- "Silo" (2014)[11]
- "Nail in Your Hand" (2015)
- "Jet" (2017)[12]
- "Open Your Heart" (2018)
- "Big Mouth" (2019)
- "Clox" (2020)
- "I Want to Kill You" (2021)

Autres
- Demo (2009)